# Dalima subflavata
Dalima subflavata là một loài bướm đêm trong họ Geometridae.